# Кулль, Тоомас Леович
Тоомас Леович Кулль (эст. Toomas Kull; 16 февраля 1975, Кохтла-Ярве, Эстонская ССР, СССР) — эстонский хоккеист, вратарь. Ныне — генеральный менеджер клуба ВХЛ «Ростов».

## Карьера
Уже в 15 лет попал в состав эстонского «Таллэкса». Через несколько лет Кулль переехал в Россию, где он вскоре перешел в систему омского «Авангард». За три года пребывания в клубе эстонец провел всего один матч за основной состав команды в Межнациональной хоккейной лиге в сезоне 1994/1995. С 1998 по 2001 год выступал за кемеровскую «Энергию» и был одним из любимцев болельщиков. После завершения карьеры тренировал детей в Ставрополе в ДЮСШ «Автоприцепы». Являлся президентом общественной организация «Федерация хоккея Ставропольского края». На первенстве любительских команд вратарь выступал за «Ростов». Позднее стал его генеральным менеджером. При нем клуб смог проделать путь до ВХЛ.

## Сборная
В 2001 году дебютировал за сборную Эстонии в первом дивизионе чемпионата мира в Словении. На турнире балтийцы выступили неудачно, заняв последнее место в группе и вылетев во второй дивизион. В заключительном матче сборная уступила Словении с рекордным счетом 0:16. По ходу того матча Кулль занял место на воротах и пропустил шесть шайб. Больше за сборную он не выступал.